# Crocus cyprius
Crocus cyprius är en irisväxtart som beskrevs av Pierre Edmond Boissier och Karl Theodor Kotschy. Crocus cyprius ingår i släktet krokusar, och familjen irisväxter. IUCN kategoriserar arten globalt som sårbar. Inga underarter finns listade i Catalogue of Life.